# Sant Jaume de Fórnols del Cadí
Sant Jaume de Fórnols del Cadí és una ermita isolada del municipi de la Vansa i Fórnols. Fins fa ben poc tenia adossada la casa de l'ermita al costat de tramuntana que ha estat eliminada amb la restauració. És un edifici protegit com a bé cultural d'interès local.

## Descripció
És un edifici romànic d'una nau coberta amb volta de canó i capçada a llevant per un absis semicircular. La portalada adovellada es troba a la façana de migdia on també hi ha una finestra de doble esqueixada igual que la que centra l'absis. El mur de ponent és coronat per una petita espadanya d'una sola obertura. Destaca l'aparell de carreus ben tallats i polits de la capçalera. No té arcuacions i té dues finestres de doble esqueixada. El portal està refet. L'església estava adossada a la casa de l'ermità.
L'ermita té uns Goigs dedicats a la Mare de Déu de Sant Jaume.